# Red Hat Enterprise Linux
Red Hat Enterprise Linux (RHEL) je linuxová otevřená distribuce vyvíjená americkou firmou Red Hat, která je určena pro komerční sféru. Placená je pouze podpora a servis včetně přístupu k webové službě s názvem Red Hat Network, přičemž platící zákazník může používat jakoukoliv verzi. Verze 9 byla vydána 17. května 2022. Délka standardní podpory je 10 let s možností placeného prodloužení o další 3 až 4 roky. Zdrojové kódy obsažených open source programů jsou volně přístupné včetně průběžných aktualizací a je na nich založeno mnoho odvozených distribucí, které odstranily ochranné známky a loga (tzv. klony, viz níže).

## Vlastnosti
Technické vlastnosti a možnosti jednotlivých verzí Red Hat Enterprise Linuxu jsou oficiálně dostupné spolu s jejich vzájemným srovnáním v tabulce na oficiálních stránkách výrobce. Pro každou major verzi (6, 7, 8) jsou vydávány zhruba dvakrát ročně aktualizace (Update), které jsou číslovány (např. verze 7 Update 6). Zvláštní pozornost je věnována binární kompatibilitě a zpětné kompatibilitě v rámci major verzí i aktualizací, což umožňuje dalším firmám vydávat certifikáty na běh jejich programu v prostředí Red Hat Enterprise Linuxu.
Firma Red Hat je jednou z nejotevřenějších firem vůči komunitě, která Linux a další open source software vyvíjí, a proto volně zveřejňuje betaverze i zdrojové kódy distribuce i aktualizací na svém FTP serveru. Naplňuje tak s nejmenšími překážkami open source licence v obsažených součástech distribuce.

## Historie
První Enterprise verze byla vydána v roce 2000 („Red Hat Linux 6.2E“), což byla běžná verze „Red Hat Linuxu 6.2“, avšak s různými úrovněmi placené podpory.
První verze řady „Red Hat Enterprise Linux“ byla uvedena na trh v roce 2002 pod názvem „Red Hat Linux Advanced Server“. Současné jméno řady vzniklo až o rok později, kdy byly přidány dvě další varianty, takže vznikl „Red Hat Enterprise Linux AS“, „Red Hat Enterprise Linux ES“, „Red Hat Enterprise Linux WS“ a „Red Hat Desktop“. Zkratky AS, ES a WS nejsou nikde oficiálně vysvětleny, i když se nabízí ekvivalenty Advanced Server (nejvyšší verze), Edge nebo Entry-level Server (střední verze) a Workstation (pracovní stanice).
Podrobnější informace o číslování a názvech verzí lze nalézt na adrese https://web.archive.org/web/20081014193548/http://kbase.redhat.com/faq/FAQ_80_10667.shtm.
| Verze  | Jméno     | Datum              | LSB | Kernel         | Poznámky k vydání                                       |
| ------ | --------- | ------------------ | --- | -------------- | ------------------------------------------------------- |
| 6.2E   | Zoot      | 27. března 2000    |     |                | název Red Hat Linux                                     |
| 2.1 AS | Pensacola | 17. května 2002    |     |                | Release Notes, název Red Hat Linux Advanced Server      |
| 3      | Taroon    | 22. října 2003     | 1.3 | 2.4.21-4       | x86 Release Notes, podpora pro AMD64, podpora ACL       |
| 4      | Nahant    | 15. února 2005     | 3.0 | 2.6.9-5        | x86 Release Notes pro AS, uveden SELinux                |
| 5      | Tikanga   | 14. března 2007    | 3.1 | 2.6.18-8       | x86 Release Notes, uveden Xen                           |
| 6      | Santiago  | 10. listopadu 2010 | 4.0 | 2.6.32         | Release Notes, Xen byl nahrazen KVM                     |
| 7      | Maipo     | 10. června 2014    | 4.1 | 3.10.0-123     | Release Notes                                           |
| 8      | Ootpa     | 7. května 2019     |     | 4.18.0         | Release Notes                                           |
| 9      | Plow      | 17. května 2022    |     | 5.14.0-70.13.1 | Release Notes, minimálně x86-64-v2 (Nehalem od r. 2009) |

## Podpora pro uživatele
Red Hat Enterprise Linux je určen pro komerční nasazení, ke kterému je nabízena placená podpora ve výši tisíců Kč ročně za jednu licenci. Od začátku roku 2021 je (po přechodu projektu CentOS na CentOS Stream) je k dispozici možnost použít na účet fyzické osoby až 16 instalací bez podpory (tzv. self-support). Akademická licence pro školství je levnější než komerční licence (s podporou omezenou na webové stránky). Neplatí se za vlastní software, ale za další služby a záruky od výrobce, který svým jménem ručí za vady produktu a garantuje technickou podporu a včasné opravy chyb.
Různé verze Red Hat Enterprise Linuxu se nacházejí v různých stádiích úrovně podpory.
Mezi hlavní placené služby patří přístup k webové službě s názvem Red Hat Network, možnost uzavření SLA (anglicky Service level agreement) nebo přednostní systém sledování problémů (anglicky Bug tracking system). Veřejně přístupná je například databáze znalostí (anglicky Knowledgebase), systém sledování chyb pomocí webové služby Bugzilla a manuály pro používání distribuce.

### Red Hat Network
Red Hat Network je webová služba, která umožňuje dálkové řízení jednotlivých licencovaných počítačů (restart, instalace programů, instalace aktualizací, …), správu licencí, stahování jednotlivých softwarových balíčků nebo instalačních médií a podobně.

### Issue tracking system
Platící zákazníci mohou pomocí tiketů požadovat přednostní řešení svých problémů, případně mohou při uzavření SLA očekávat jejich řešení v daném čase.

### Knowledgebase
Databáze znalostí (anglicky Knowledgebase) obsahuje nejčastější otázky a odpovědi na nejrůznější dotazy uživatelů.

### Bugzilla
Bugzilla je veřejně přístupná databáze, pomocí které uživatelé oznamují své problémy, mohou hledat dříve nalezená řešení problémů a v omezené míře tak komunikovat přímo s vývojáři Red Hat Enterprise Linuxu. Oznámený problém je přidělen zodpovědné osobě, která pomocí nástěnkového systému přidává komentáře a vzájemně komunikuje s uživateli.

### Manuály Red Hat Enterprise Linuxu
Manuály jsou volně k dispozici v několika jazykových verzích (čeština chybí). Popisují obecné ovládání systému, ale i speciální administrátorské postupy. K dispozici jsou na adrese http://www.redhat.com/docs/manuals/enterprise/ a také jako součást distribuce ve formě instalovatelných balíčků. Ostatní odkazy jsou na adrese http://www.redhat.com/docs/.

## Životní cyklus
Red Hat Enterprise Linux prochází třemi úrovněmi podpory:
Plná podporaStandardně první 3 roky od vydání. Zahrnuje podporu nového hardware, opravu všech chyb prostřednictvím Update aktualizací. Bezpečnostní aktualizace dle potřeby. Vytváření aktualizovaných ISO obrazů.
Rozšířená podporaStandardně 3,5 roku od vydání, následuje po plné podpoře. Oprava kvalifikovaných chyb pomocí Update aktualizací a bezpečnostních chyb dle potřeby.
ÚdržbaPo rozšířené podpoře do 7 let od vydání. Pouze bezpečnostní aktualizace a oprava závažných vybraných chyb.
Rozšířený cyklusDalší 3 jednotlivě placené roky do 10 let od vydání. Jen oprava kritických chyb a vysoce nebezpečných bezpečnostních chyb ze které jsou některé balíčky vyjmuty
Trvání jednotlivých období zachycuje následující tabulka:
| Verze | Vydáno             | Plná podpora do    | Rozšířená podpora do | Konec podpory      | Rozšířený cyklus   | Celkem roků |
| ----- | ------------------ | ------------------ | -------------------- | ------------------ | ------------------ | ----------- |
| 2.1   | 17. května 2002    | 30. listopadu 2004 | 31. května 2005      | 31. května 2009    | —                  | 7           |
| 3     | 23. října 2003     | 20. července 2006  | 30. června 2007      | 31. října 2010     | 31. října 2013     | 10          |
| 4     | 14. února 2005     | 31. března 2009    | 4. kvartál 2009      | 29. února 2012     | 28. února 2015     | 7+3         |
| 5     | 14. března 2007    | 1. kvartál 2012    | 1. kvartál 2014      | 31. března 2017    | 31. března 2020    | 10+3        |
| 6     | 10. listopadu 2010 | 2. kvartál 2016    | 2. kvartál 2017      | 30. listopadu 2020 | 30. listopadu 2023 | 10+3        |
| 7     | 10. června 2014    | 4. kvartál 2019    | 4. kvartál 2020      | 30. června 2024    | 30. června 2027    | 10+3        |
| 8     | 7. května 2019     | květen 2024        | květen 2025          | květen 2029        | květen 2031        | 10+2        |
| 9     | 17. května 2022    | květen 2027        | květen 2028          | květen 2032        | květen 2034        | 10+2        |

## Vztah k Fedoře
Nejstarší verze Red Hat Enterprise Linuxu byla jen déle podporovaná distribuce Red Hat Linux. Následující verze Red Hat Enterprise Linuxu již vycházely z konkrétní verze Red Hat Linuxu, která byla před vydáním Enterprise verze dále vylepšována. Z důvodu lepší ochrany ochranné známky Red Hat byla distribuce Red Hat Linux v roce 2003 nahrazena distribucí Fedora Core (dnes Fedora).
V současné době firma Red Hat podporuje vývoj komunitní distribuce Fedora, přičemž se snaží všechny vlastnosti, které zamýšlí v Enterprise verzi uvést, otestovat a odladit ve Fedoře. Komunita kolem Linuxu tak dostává všechny zajímavé technologie jako první a zároveň může reagovat na směřování, které firma Red Hat vidí jako perspektivní.

### Vztahy mezi distribucemi
Zhruba každá třetí verze Red Hat Linuxu nebo Fedora Linuxu se stane základem pro novou verzi Red Hat Enterprise Linuxu, jak je naznačeno níže:
- Red Hat Linux 6.2 → Red Hat Linux 6.2E
- Red Hat Linux 7.2 → Red Hat Enterprise Linux 2.1
- Red Hat Linux 9 → Red Hat Enterprise Linux 3
- Fedora Core 3 → Red Hat Enterprise Linux 4
- Fedora Core 6 → Red Hat Enterprise Linux 5
- Fedora 12 → Red Hat Enterprise Linux 6 (21. dubna 2010 byla vydána betaverze)[23]
- Fedora 19 → Red Hat Enterprise Linux 7
- Fedora 28 → Red Hat Enterprise Linux 8
- Fedora 34 → Red Hat Enterprise Linux 9

## Klony Red Hat Enterprise Linuxu
Distribuce Red Hat Enterprise Linux je založena na svobodném (free) a otevřeném (open source) software. Jakýkoliv uživatel distribuce by mohl o zdrojové kódy požádat a následně je dále zcela volně šířit. Proto firma Red Hat všechny balíčky se zdrojovými kódy umisťuje na svůj FTP server, kde jsou bez jakéhokoliv omezení k dispozici. Několik skupin toho využilo a vytvořilo své vlastní distribuce prostým přeložením těchto zdrojových kódů. Aby nebyly porušeny podmínky použití ochranných známek, byly odstraněny všechny odkazy na firmu Red Hat, její chráněná loga a systém aktualizací byl přesměrován na vlastní servery.
Mezi skupiny, které vydávají své distribuce binárně kompatibilní s Red Hat Enterprise Linuxem, patří:
- CentOS – nejprve samostatný projekt, poté začleněn do firmy Red Hat, na konci roku 2021 změna na CentOS Stream[24]
- Rocky Linux – nástupce distribuce CentOS (po změně na CentOS Stream)[24]
- AlmaLinux – nástupce distribuce CentOS (po změně na CentOS Stream)[24]
- Scientific Linux – pro vědecké účely, v oficiální distribuci stále ještě není verze 8
- Oracle Enterprise Linux – část programu Unbreakable Linux firmy Oracle

Klony Red Hat Enterprise Linuxu jsou zadarmo, avšak nevztahuje se na ně komerční podpora nebo konzultační servis firmy Red Hat a nespadají do programu hardwarové nebo bezpečnostní certifikace. Klony též nemají k dispozici obdobu služby Red Hat Network. Kromě (mírných) odchylek od původní distribuce je dalším problémem fakt, že tvůrci tvorby klonů nevědí, jak vypadá prostředí, ve kterém byly zdrojové balíčky pro Red Hat Enterprise Linux vytvořeny. Tvůrci klonů proto obvykle kompilují balíčky v distribuci sobě samé, což však může vést k odchylkám a v extrémních případech k nefunkčnosti některých komponent systému.